# Espen Øino
Espen Øino, född 1962 i Oslo, är en norsk båtkonstruktör som är verksam inom design av motoryachter. Han äger och driver sitt företag Espen Oeino International sedan 1994 när det grundades i Antibes i Frankrike. År 2006 flyttades företaget till Monaco. Øino och hans firma har designat några av världens största motoryachter såsom Octopus och Al Said.
Han avlade examen i farkostteknik (naval architecture) vid University of Strathclyde.

## Fartyg
Ett urval av de fartyg som Øino har designat.
| Megayachter: - Amadea - Crescent - Dilbar - Flying Fox - Infinity - Katara - Launchpad - Luminance - Ocean Victory - Octopus - REV Ocean - Al Said - Scheherazade - Serene | Superyachter: - Cloud 9 - Horizons III - Kismet - Norn - Saint Nicolas - Skat - Titania |